# Casa Camil Mulleras
La Casa Camil Mulleras és un edifici d'habitatges situat a la Gran Via de les Corts Catalanes, 654 de Barcelona, catalogat com a Bé Cultural d'Interès Local.

## Història
Va ser projectat el 1904 per l'arquitecte Enric Sagnier per encàrrec de Camil Mulleras i Garrós.

## Descripció
La façana principal afronta a la Gran Via, on es troba el seu únic accés. És un edifici d'habitatges entre mitgeres de planta rectangular que consta de planta baixa, principal i quatre plantes pis. L'accés principal, flanquejat per dos locals comercials, dona pas a una àmplia zona de vestíbul que conté una escala directa a la planta noble i l'escala comunitària d'accés als immobles superiors.
La façana té una composició d'obertures de quatre eixos verticals. La primera planta disposa d'una tribuna de pedra que abraça l'amplada de dos eixos i que té continuïtat amb un balcó corregut de pedra calada. Tot aquest conjunt abraça tota l'amplada de la façana creant un contrapunt horitzontal per a passar dels quatre eixos verticals a les cinc obertures de la planta baixa. La resta de plantes disposen d'uns balcons individuals de planta sinusoide. La planta superior disposa d'un balcó corregut de barana metàl·lica a tota l'amplada de l'edifici. El coronament de la façana està ornat amb arcuacions cegues sota el ràfec amb permòdols de fusta de finals de biga. El parament de la façana està fet amb petits carreus de pedra de textura irregular que contrasten amb els carreus llisos de la planta baixa.
La coberta és plana amb terrat a excepció de la zona propera a la façana que disposa d'una falsa coberta inclinada de teules que sobresurten formant el ràfec.
Artísticament cal destacar l'acurada decoració dels elements de pedra com són la llinda de la porta principal, i les mènsules i baranes del balcó del principal. Aquest element de carreus de pedra està detalladament esculpit amb temes vegetals d'estètica modernista. També són notables les reixes de ferro forjat de les baranes dels balcons.
A l'interior, passada la zona de vestíbul, l'escala noble s'integra amb el celobert formant un espai vertical que magnifica les dimensions interiors, seguidament trobem un altre espai que integra l'escala comunitària d'accés als pisos. En aquests espais interiors trobem arcs trevolats sobre columnes de capitells florals. L'arquitectura del vestíbul també està resolta amb carreus de pedra amb una estètica historicista sensiblement híbrida.
Decorativament manté alguns dels elements originals entre els quals destaquen l'arrambador ceràmic, les fusteries vidriades i els fanals.